# Schreckensteinia felicella
Schreckensteinia felicella là một loài bướm đêm thuộc họ Schreckensteiniidae. Nó được tìm thấy ở miền tây Bắc Mỹ, bao gồm và possibly limited to California.
Sải cánh dài 10–12 mm.
Ấu trùng ăn Castilleja affinis.